# Jeseník (huyện)
Huyện Jeseník (tiếng Séc: Okres Jeseník) là một huyện (okres) nằm trong vùng Olomouc của Cộng hòa Séc. Huyện Jeseník có diện tích 719 km², dân số năm 2002 là 42251 người. Thủ phủ huyện đóng ở Jeseník. Huyện này có 24 khu tự quản.

## Các khu tự quản
Huyện Jeseník có 24 khu tự quản sau: